# Ense
Ense es un municipio situado en el distrito de Soest, en el estado federado de Renania del Norte-Westfalia (Alemania), con una población a finales de 2016 de unos 12 321 habitantes.
Se encuentra ubicado en la zona centro-este del estado, en la región de Arnsberg, en la región montañosa de Sauerland, cerca de la orilla de los ríos Ruhr y Lippe, ambos, afluentes derechos del Rin.